# ゴールデンアイ

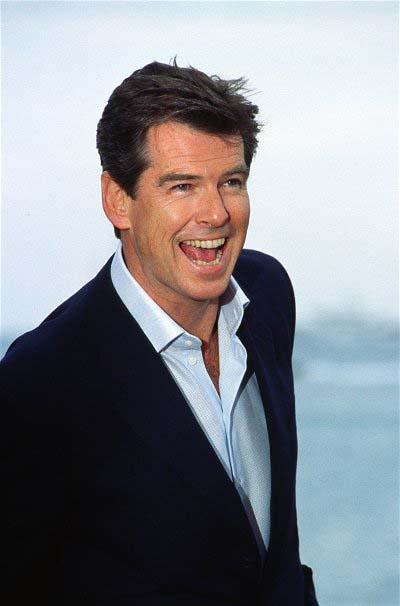
ピアース・ブロスナン
（2002年撮影）

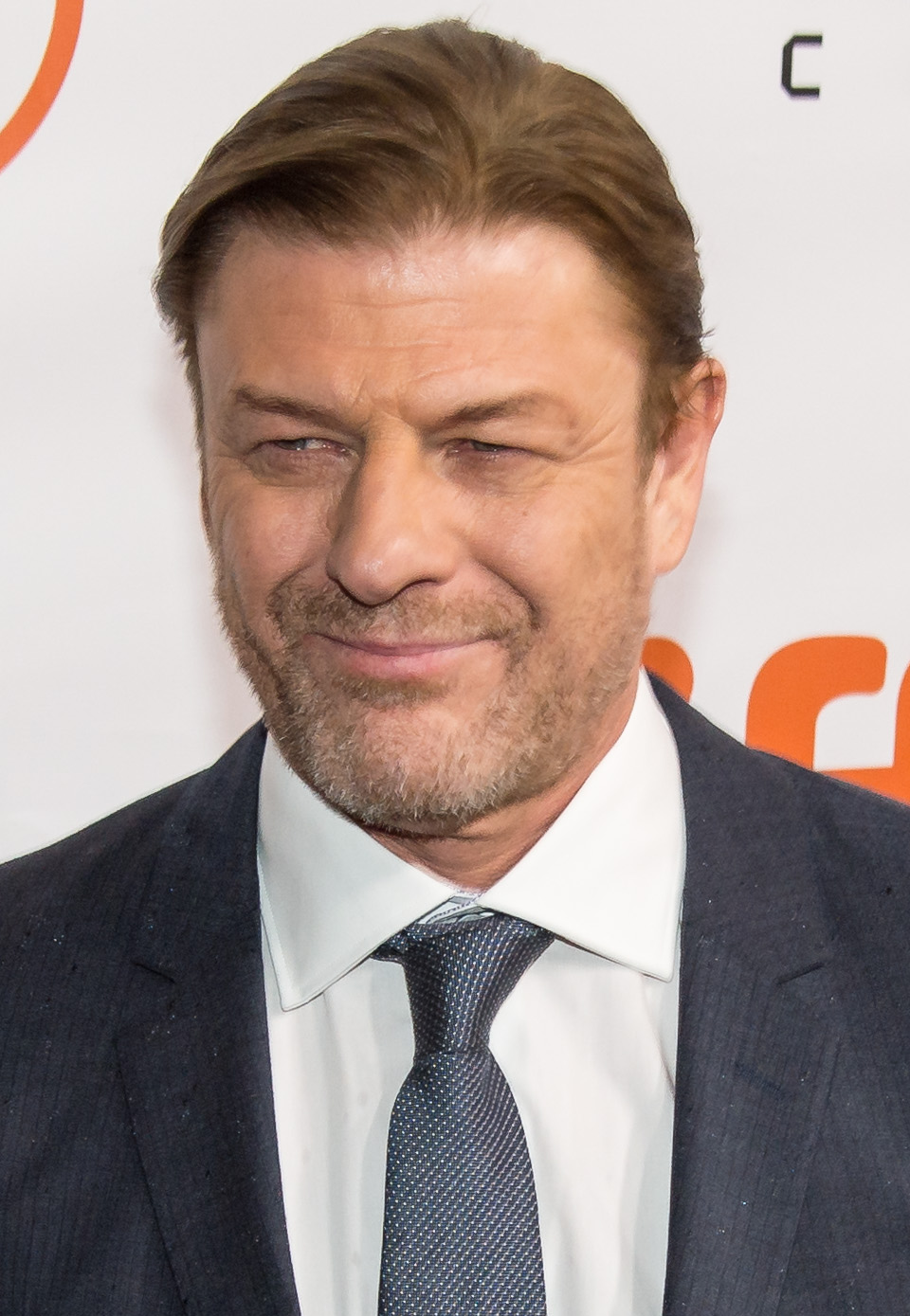
ショーン・ビーン（2015年撮影）

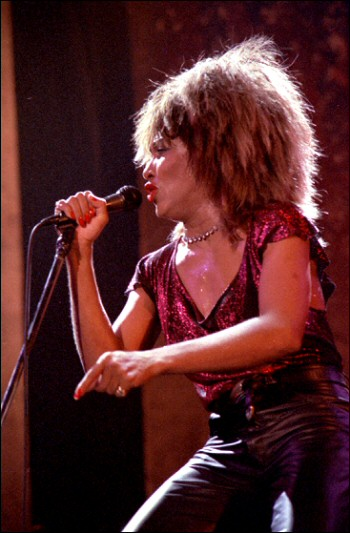
ティナ・ターナー（1985年撮影）

『ゴールデンアイ』（『007/ゴールデンアイ』、原題: GoldenEye）は、マーティン・キャンベル監督の1995年のスパイアクション映画。映画「ジェームズ・ボンド」シリーズ第17作。ジェームズ・ボンド役をピアース・ブロスナンが演じた初の作品である。

## 概要
当時、イアン・フレミングの007の原作は短編『ナッソーの夜』（原題: Quantum of Solace、2008年に『007/慰めの報酬』として映画化） だけが残っていたが、この映画では原作として使用されなかった。また、本作は007の小説の後継者とされたガードナーが、前作に続き小説を執筆している。007シリーズとしては初のドルビーデジタル作品でもある。
1990年代に入って冷戦が終結し、またアルバート・R・ブロッコリらシリーズ当初からの製作者が去ったことにより、シリーズ2度目の大きな転換期となった作品である。ジェームズ・ボンドが悪の組織と戦う構図は変わらないものの、映画は007シリーズの世界観を大きく変更して近代化させようという意図が見て取れる。
世界観だけでなく、アクションシーンの方向性やカット割り（各シーンの構図やカット、シーンとシーンの繋ぎ）も過去の作品と大きく変更された。ジェームズ・ボンド役もピアース・ブロスナンへ交代した。ピアースは『リビング・デイライツ』の際にもジェームズ・ボンド役をオファーされていたが、『探偵レミントン・スティール』の契約が残っており受けることができず、本作で出演を果たした。しかし、本作でのジェームズ・ボンド役の第1候補はリーアム・ニーソンで、「アクション映画に惹かれない」という理由で断っていたことが後に明らかとなった。

## ストーリー
ソビエト連邦の崩壊前。ソ連のアーカンゲルの化学兵器工場を爆破すべく、同僚の006ことアレック・トレヴェルヤン（ショーン・ビーン）と共に工場の内部に侵入したジェームズ・ボンド（ピアース・ブロスナン）の2人だったが、任務の遂行中に責任者のロシア軍（旧ソ連軍）のアーカディ・ウルモフ大佐（ゴットフリード・ジョン）に発見され、同僚のアレックが射殺されてしまう。ジェームズはやむなく同僚のアレックを見捨てて時限爆弾のタイマーを6分から3分に早め、敵の軽飛行機を奪って脱出し、化学兵器工場を爆破して任務を達成した。
それから9年後。20世紀も終わりに近く、ソ連は既に崩壊していた。ジェームズはモナコでロシアの犯罪組織「ヤヌス」のメンバーである元ソ連空軍の戦闘機パイロットのゼニア・オナトップ（ファムケ・ヤンセン）を尾行していたが、ゼニアと将軍に出世していたウルモフは、「対電磁波装甲」を施したNATOの最新鋭の戦闘ヘリコプター・タイガーを、デモンストレーションを行っていたフランス海軍フリゲート艦の上から奪取して逃走する。
その後、ゼニアとウルモフ将軍の2人はその戦闘ヘリコプターを用いて隠密でロシアのセヴェルナヤにある宇宙兵器管理センターを訪れる。そこにプログラマーとして勤める職員のボリス・グリシェンコ（アラン・カミング）は2人と同じ「ヤヌス」の一員であり、かねてより2人を手引きしていた。ゼニアとウルモフ将軍は「抜き打ち査察」を装い、旧ソ連時代に開発された、内蔵した小型核爆弾を用いて発生させた高出力の電磁パルスを目標に照射する衛星兵器「ゴールデンアイ」の起動キーを受け取ると、ボリスを除いて管理センターの衛兵と職員を皆殺しにする。また事件の証拠隠滅をするために、宇宙空間に2機存在する「ゴールデンアイ」のうち1機を用いて電磁パルスを宇宙基地に向けて発射し、管理センターは壊滅、警報を受けて飛来していたMIG29戦闘機も墜落する。しかし、このとき宇宙兵器管理センターの女性職員でコンピューター技士のナターリア・シミョノヴァ（イザベラ・スコルプコ）は奇跡的に生き残り、脱出していた。
この惨劇をイギリスのMI6から衛星中継を通じて見ていたジェームズは、「ゴールデンアイ」と「ヤヌス」の関係の手掛かりを求めてサンクトペテルブルクへと赴く。
一方、ロシアの大臣会議に出席し、セヴェルナヤの宇宙兵器管理センターの惨劇が「シベリアの分離主義者らによる犯行」という虚偽の報告をしたウルモフ将軍は、デミトリ・ミシュキン防衛大臣（チェッキー・カリョ）からボリス以外の行方不明者がいることを知らされる。ジェームズはサンクトペテルブルクでCIAのジャック・ウェイド（ジョー・ドン・ベイカー）と元KGBのヴァレンティン・ズコフスキー（ロビー・コルトレーン）の仲介を受け、「ヤヌス」のメンバーであるゼニアと接触することに成功し、ゼニアを通じて「ヤヌス」のボスと接触するチャンスを掴む。しかし、そこで待っていたのは9年前、ソ連のアーカンゲルの化学兵器工場でウルモフ将軍に射殺されたはずの元同僚のアレック・トレヴェルヤンであり、アレックから「自分がヤヌスのボスだ」ということを告げられる。アレックの両親はコサック出身であり、旧ソ連の共産体制で迫害を受けていたためイギリスに加担しようとしたが、第二次世界大戦後にイギリスがソ連に対してコサックたちを引き渡したため両親が自殺を選び、以来イギリスを恨みながらMI6で二重スパイとして長年生き抜いてきたことを明かす。元同僚のアレックはボンドを拘束してボリスに接触を図ろうとしたため、先に拘束されていたナターリアと共に、用済みとなった戦闘ヘリの中に2人を閉じ込めて爆破しようとするが、爆発する前に間一髪で脱出することに成功する。しかし、直後に駆け付けたきたロシア軍によって2人は捕らえられ、ミシュキン防衛大臣による取り調べを受けることになる。
ボンドとナターリアの2人はミシュキン防衛大臣にセヴェルナヤの惨劇の真相を告げるが、取調室に入ってきたウルモフ将軍がミシュキン防衛大臣を撃ち殺し、ナターリアが連れ去られる。ウルモフ将軍に連れ去られたナターリアを救出するため、ロシア軍の戦車を奪ったボンドはサンクトペテルブルクの市街地でウルモフ将軍を追いかけるうちに、「ヤヌス」が拠点としている秘密の軍用列車を発見する。
列車内でウルモフ将軍を倒しナターリアを救出することに成功したジェームズは、ナターリアのハッキングによって「ヤヌス」の秘密基地がキューバにあることを突き止める。しかし、アレックとゼニアは小型ヘリコプターに乗って逃走してしまう。
「ゴールデンアイ」を起動するには、セヴェルナヤの宇宙兵器管理センターにある同じ規模のパラボラアンテナが必要という情報から、キューバに赴いた2人はウェイドが用意した軽飛行機に乗って上空からパラボラアンテナの探索を試みるものの、全く発見できずにいた。そのとき、突如何者かの攻撃を受けた軽飛行機はジャングルに墜落。その後、戦闘ヘリからゼニアがジェームズを襲撃してくるものの、ゼニアが戦闘ヘリに連結したパラシュートを装備していたことが仇となり、ジェームズが戦闘ヘリのパイロットを射殺し、操縦が効かなくなった連動から引っ張られるように木に衝突させたことでゼニアを倒すことに成功する。
一方、秘密基地にいたアレックとボリスは残りの「ゴールデンアイ」を起動させるため、湖の底に隠していたパラボラアンテナを出現させて発射準備に入った。秘密基地の内部に侵入して投降したジェームズはアレックから「ヤヌスの計画は、ボリスを用いてイギリスのイングランド銀行に不正アクセスして金を引き出し、その操作記録をゴールデンアイで隠蔽すると共に、イギリスの経済に壊滅的な打撃を与える計画だ」ということを告げられる。しかし、ナターリアが「ゴールデンアイ」の砲撃目標を書き換えることに成功し、大気圏に突入させて自爆させるよう仕向けさせた。
そしてジェームズは仕掛けておいた時限爆弾を起動させて秘密基地を爆破し、パラボラアンテナの上に設けられた足場でアレックと1対1の死闘を繰り広げ、死闘の末に足場からアレックを突き落とし、大爆発して落下するパラボラアンテナの下にアレックを葬った。
崩壊する秘密基地の中、運良く生き延びたと思われたボリスだったが、「ざまあみろ！俺は天才だぁ!!」と大喜びした直後に背後に設置されている液体窒素が入ったタンクが一斉に破裂し、タンクから溢れ出た液体窒素を浴びてそのまま凍死する。
ジェームズはナターリアが奪った敵のヘリコプターに間一髪で飛び移り、無事地上に生還する。

## スタッフ
- 監督 - マーティン・キャンベル
- 製作総指揮 - トム・ペブスナー
- プロデューサー - マイケル・G・ウィルソン、バーバラ・ブロッコリ
- コンサルタントプロデューサー - アルバート・R・ブロッコリ（クレジット無し）
- 原案 - マイケル・フランス
- 脚本 - ジェフリー・ケイン、ブルース・フィアスティン
- 音楽 - エリック・セラ
- 主題歌 - ティナ・ターナー
  - 作詞・作曲 - ボノ、ジ・エッジ
- エンディング・テーマ「エクスペリエンス・オブ・ラヴ」 - エリック・セラ
  - 作詞・作曲 - エリック・セラ、ルパート・ハイン
- 劇中歌「スタンド・バイ・ユア・マン」  - ミニー・ドライバー
  - 作詞・作曲 - ビリー・シェリル、タミー・ウィネット
- 撮影 - フィル・メヒュー
- 編集 - テリー・ローリングス
- プロダクション・デザイン - ピーター・ラモント
- 美術 - ニール・ラモント
- 特殊効果 - クリス・コーボルド
- ミニチュア効果 - デレク・メディングス
- メインタイトル・デザイン - ダニエル・クラインマン
- 日本語字幕 - 戸田奈津子[5]

## キャスト
- ジェームズ・ボンド - ピアース・ブロスナン

主人公であるMI6のエージェント。今作からは禁煙中の設定である。ロシアの「国際犯罪組織ヤヌス」を相手に立ち向かう。落下する飛行機に同じく落下しながら乗り込むなど緻密な行動力を持つ。
- ナターリア・フョードロヴナ・シミョノヴァ（英語版） - イザベラ・スコルプコ

今作のボンドガール。セヴェルナヤの宇宙センターに勤めるコンピューター技士。ジェームズ・ボンドの協力者。非喫煙者（ノンスモーカー）。
- ゼニア・ザラゲブナ・オナトップ（英語版） - ファムケ・ヤンセン

もう1人のボンドガールで、ロシアの「国際犯罪組織ヤヌス」のメンバー。グルジア人の女性で元ソ連空軍の戦闘機パイロット。ジェームズが任務でマークしていた。
- アレック・トレヴェルヤン（英語版） - ショーン・ビーン

本作の悪役で、ロシアの「国際犯罪組織ヤヌス」のボス。かつてはMI6に所属していたエージェントで、同僚のジェームズ・ボンドと同じく00ナンバーである「006」であった。敵を即座に拳銃で撃ちぬくなど優れた射撃能力を持つ。
両親はリエンツ・コサックで、旧ソ連の共産体制で迫害を受けていたため、他のコサックたちと同じように第二次世界大戦ではナチス・ドイツに協力していた。ナチスの敗戦後はイギリスに亡命しようとしたが、イギリスがソ連に対してコサックたちを引き渡したため大勢のコサックが処刑され、生き残りながらそれを恥じた両親が自殺を選んだ。以来イギリスに恨みを持ちながら、MI6でソ連の二重スパイとして長年生き抜いていた。

同僚のジェームズ・ボンドと共に任務で化学工場に潜入した際に当時大佐だったウルモフに捕らえられて射殺されたが、実は偽装であり、工場の早期爆破に巻き込まれて顔に傷を負いながら生き残り、ロシアの「国際犯罪組織ヤヌス」のボスとなっていた。9年後、ボリスを使ってイングランド銀行に不正アクセスして大金を外部に送金した後、ゼニアとウルモフに強奪させたゴールデンアイを使ってその記録を隠蔽すると同時に、イギリス経済に壊滅的な打撃を齎すことを目論み、それを阻止しようとするジェームズ・ボンドと対決する。
- ジャック・ウェイド - ジョー・ドン・ベイカー

CIA職員。
下半身に薔薇のタトゥーを入れている。
下着はトランクス派。
- ヴァレンティン・ズコフスキー - ロビー・コルトレーン

元KGB職員。現役時代に007から片足を撃たれたことがあり、杖を突いている。
- ボリス・グリシェンコ - アラン・カミング

ナターリアのプログラマー仲間であるが、実は「国際犯罪組織ヤヌス」の一員でコンピュータオタクでもある。口癖は「俺は天才だぁ！(I am invincible!）」。
- アーカディ・グリゴリビッチ・ウルモフ - ゴットフリード・ジョン

ソ連軍大佐・アーカンゲル化学兵器工場警備責任者→ロシア連邦軍将軍（上級大将）・宇宙局長官。
現場の判断能力に優れている軍人だが、ボンドの斜め上を行く奇策に手こずることもあった。
冒頭、ボンドがアレックと潜入したアーカンゲル化学兵器工場の警備責任者を務めていた。アレックを拘束した後射殺するが、ボンドに逃げられてしまった上、結局工場は爆破されてしまった。
9年後には将軍にまで上り詰めており、「第二の鋼鉄の人」と呼ばれるほどの愛国者として知られているが、裏ではヤヌスと繋がっており、自己の利益のために軍の装備や人員を流用していた他、ゼニアと組んでゴールデンアイを強奪する。冷酷な性格で、命令に従わなかった部下を射殺、戦車に乗ったボンドに追われながら逃げる際には通行人を容赦なく跳ね飛ばさせていた。

- デミトリ・ミシュキン - チェッキー・カリョ

国防大臣。ボンドとナターリアに面会した際、旧ソ連時代仕込みの尋問テクニックを披露する。
- M - ジュディ・デンチ

今作からの女性ダブルオーセクション長。冷徹な性格で、幕僚であるタナーから密かに「数字の魔女」と揶揄されている。しかし007を任務へ送り出す際には無事生還するよう声をかけている。本人曰く、「婆さん」呼ばれされるのは孫だけで十分である。
- Q - デスモンド・リュウェリン

MI6の装備研究開発部門の長。
- マネーペニー - サマンサ・ボンド

Mの秘書。ゼニアをマークする007に、変な気を起こさないよう釘を刺した。
- キャロライン - セレナ・ゴードン（英語版）

007を評価するためにMが派遣した心理士。冒頭で公道上でのカーチェイスに付き合わされた挙句、007に誘惑されてしまった。
- ビル・タナー（英語版） - マイケル・キッチン
- イリーナ - ミニー・ドライヴァー

ズコフスキーの愛人。ステージで『Stand by Your Man』を歌うが、あまりにひどい歌声にボンドも「Who's strangling the cat?」と皮肉を言う。

## 興行成績
米国では『消されたライセンス』の3倍のチケットが売れた。1995年の映画の世界興行成績で第3位の約3億5000万ドル（資料により若干相違がある）で、インフレ率を勘案しない場合、過去最高だった『ムーンレイカー』の約2億1000万ドルを上回った。日本では1996年度の外国映画配給収入で第10位。

## キャラクター、キャストなど

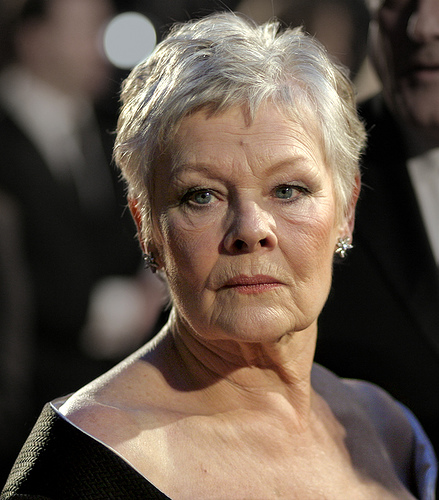
ジュディ・デンチ（2007年撮影）

- 初代から5代目までの全てのボンドと共演した唯一の俳優であるQ役のデスモンド・リュウェリンはブロスナンについて、「コネリー以降、最高のボンドを見た気分だ」とインタビューや音声解説で絶賛している。また、007シリーズと同じく世界的に有名なスパイアクション映画となったミッション:インポッシブルシリーズのトム・クルーズは、主人公のイーサン・ハントがブロスナンのボンドに影響を受けていると公言している。
- イザベラ・スコルプコ演じるナターリア・シミョノヴァはボンドの任務に巻き添えになるという典型的なパターンを踏襲しているが、過去のボンドガールよりも自立した女性、繊細ながらも芯の強い女性として描かれており、前半ではもう一人の主人公のような扱いを受けている。また、ボンドと出会ってからは最後までボンドと行動を共にし、ボンドの任務に巻き込まれるだけではなくパートナーとしてボンドを助けている。当初からボンドと対等に渡り合い、強気な姿勢でボンドの敵に対しても勇敢に立ち向かうほか、孤独な稼業を続けるボンドに思いやりを示すなど、1990年代以降のボンドガールの方向性を決定付けた。近年のシリーズのボンドガールでは特に人気が高いが、衣装の種類は少なく、劇中では3パターンほどしか着用していない。
- 本作よりM役が女性のジュディ・デンチに交代された。新しいMはオックスフォード大学法学部卒で、MI6では分析官を長年務めた学者タイプの人物であり、ボンドのような秘密工作官たちからは煙たがられている。ボンドの友人で秘密工作本部長のビル・タナーは分析官に信頼を置く彼女を「数字の魔女」と表現。子持ち。前任のMはコニャック党だったが、彼女はバーボン党。ジャックダニエルなどを飲んでいる。女好きのボンドに「女性軽視の恐竜で冷戦の遺物」と嫌味を言うものの、「生きて帰って」と励ます。その後の作品ではボンドの任務の取り組み具合を見て前任者たちと同様、ボンドに理解を示す。
- Mが女性になったのは、1990年代に実際のMI5（MI6ではない）のトップが女性だと判明し、大きく報道されたことを受けたものである。
- ジュディ・デンチは、1998年の「恋におちたシェイクスピア」でアカデミー助演女優賞を受賞した。過去、オスカー受賞者をキャスティングしたこと（クリストファー・ウォーケン、ハル・ベリーら）はあるが、007シリーズ出演以降、アカデミー賞を受賞したのはジュディ・デンチ、ショーン・コネリー、ベニチオ・デル・トロ（「消されたライセンス」に出演）ミシェル・ヨーの4人[11]。
- 脇役には大物ではなく地味でもひと味ある俳優を置くのがシリーズの伝統だが、ジュディ・デンチはこの後アカデミー賞やトニー賞を受賞し、さらには毎年のようにこうした大きな賞にノミネートされてきたほか、その功績によりイギリス王室から「デイム」の称号まで許されるなど、イギリスを代表する大女優となった。それでも本人はボンドシリーズの大ファンということで、2012年に007シリーズを卒業するまでの17年間M役のオファーは二つ返事で引き受けていたという。
- マネーペニー役も今作からサマンサ・ボンドに代わった。ボンドとマネーペニーは年齢差なく、互角に戯れる従来の設定に戻っている。ボンドは彼女がある男性から観劇に誘われたことを聞いて興味を示す。
- 当初、アレック・トレヴェルヤン役にはアンソニー・ホプキンスが考えられていた。また、ショーン・ビーンはボンド役の候補だった。ボンド役の候補が別の役で出演するのはシリーズの常套手段である。
- ジャック・ウェイド役を演じたジョー・ドン・ベイカーは、「007/リビング・デイライツ」では敵役の武器商人の「ブラッド・ウィティカー」を演じていた。なお、ジャック・ウェイドは次作「トゥモロー・ネバー・ダイ」にも登場する。
- ティナ・ターナーが歌った主題歌「ゴールデンアイ」は、U2のボノとジ・エッジが作詞・作曲した。
- 007シリーズで幾度も特殊効果を担当してきたデレク・メディングスは、本作撮影終了後に死去した[12]。このため、本作はエンド・クレジットにメディングスへの献辞が記されている。

## 主題歌
前作に続き、ベテランR&Bシンガーであるティナ・ターナーが起用され、同タイトル曲を歌った。イギリスの「ミュージック・ウィーク」誌では、最高位10位と健闘したが楽曲のレベルが低く、アメリカでは「ビルボード」誌R&Bチャートで最高位89位。また、同サウンドトラック・アルバムは、アルバム・チャートで最高位180位だった。
また、主題歌候補としてエイス・オブ・ベイスが「ゴールデンアイ」を歌っているが選考で敗れた。

## エピソード

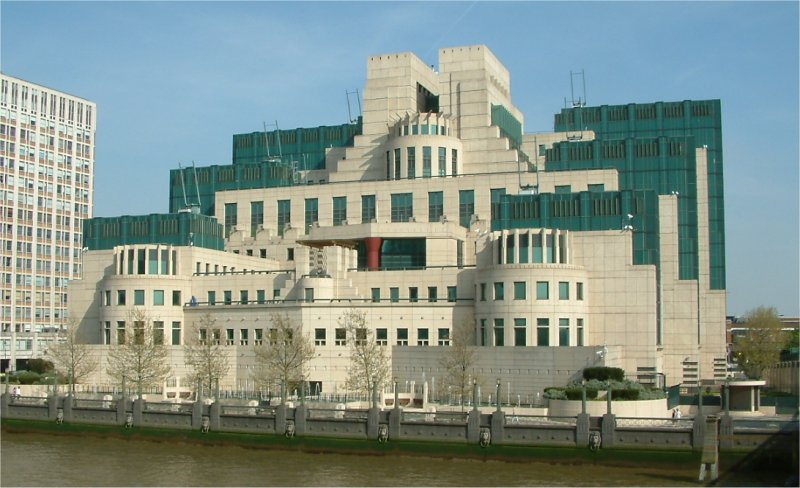
MI6本部

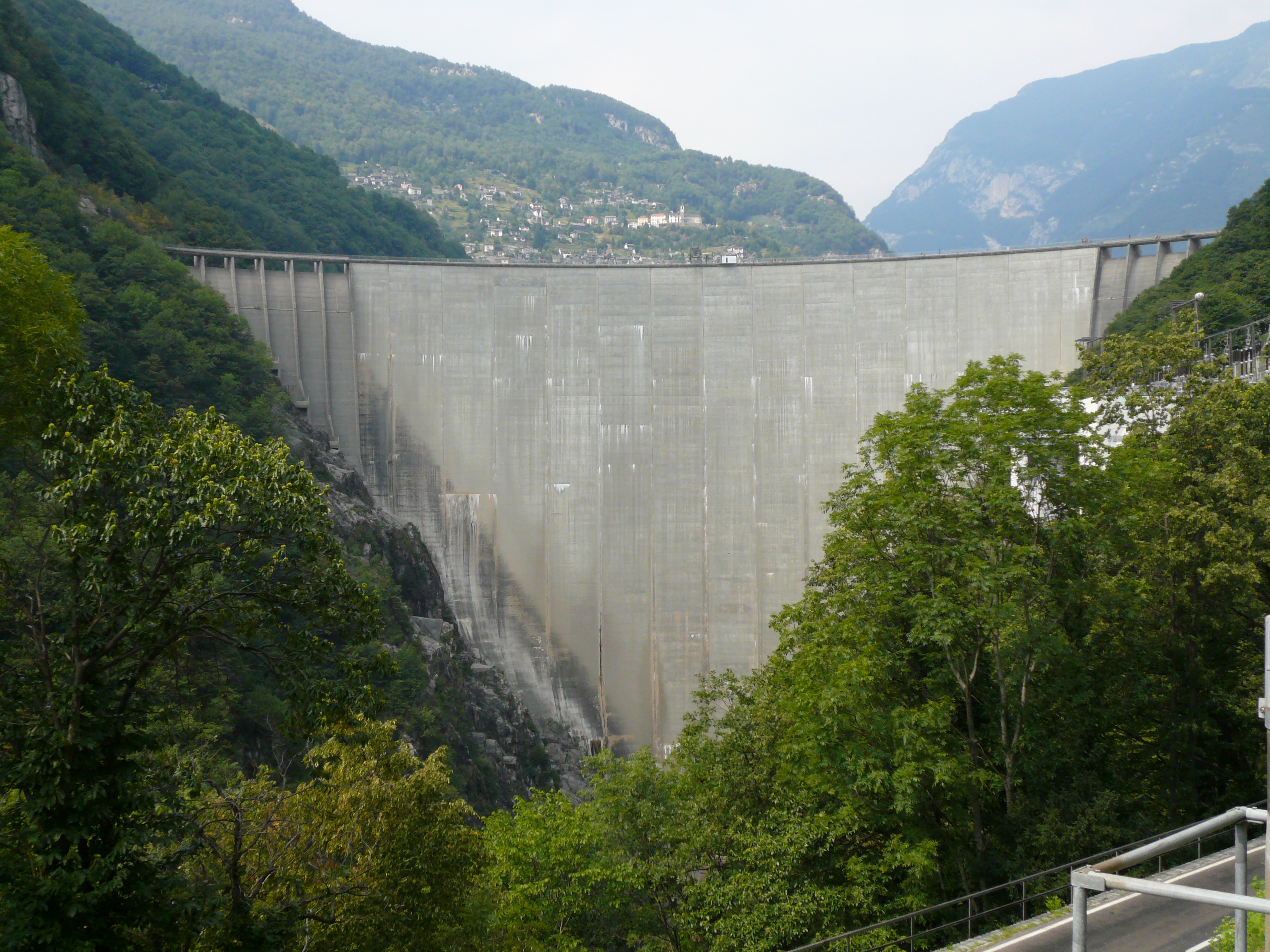
ヴェルザスカ・ダム

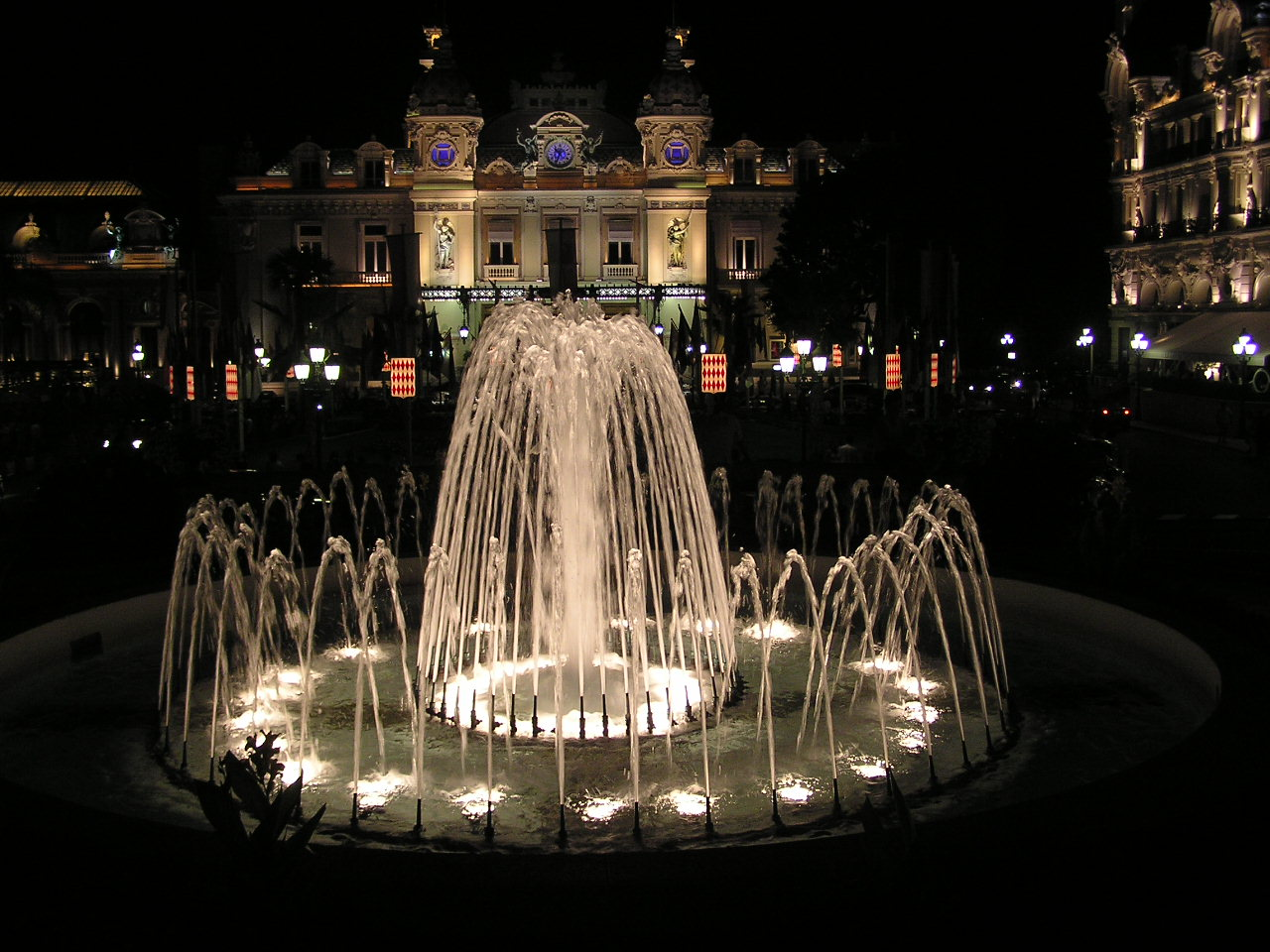
カジノ・ド・モンテカルロ

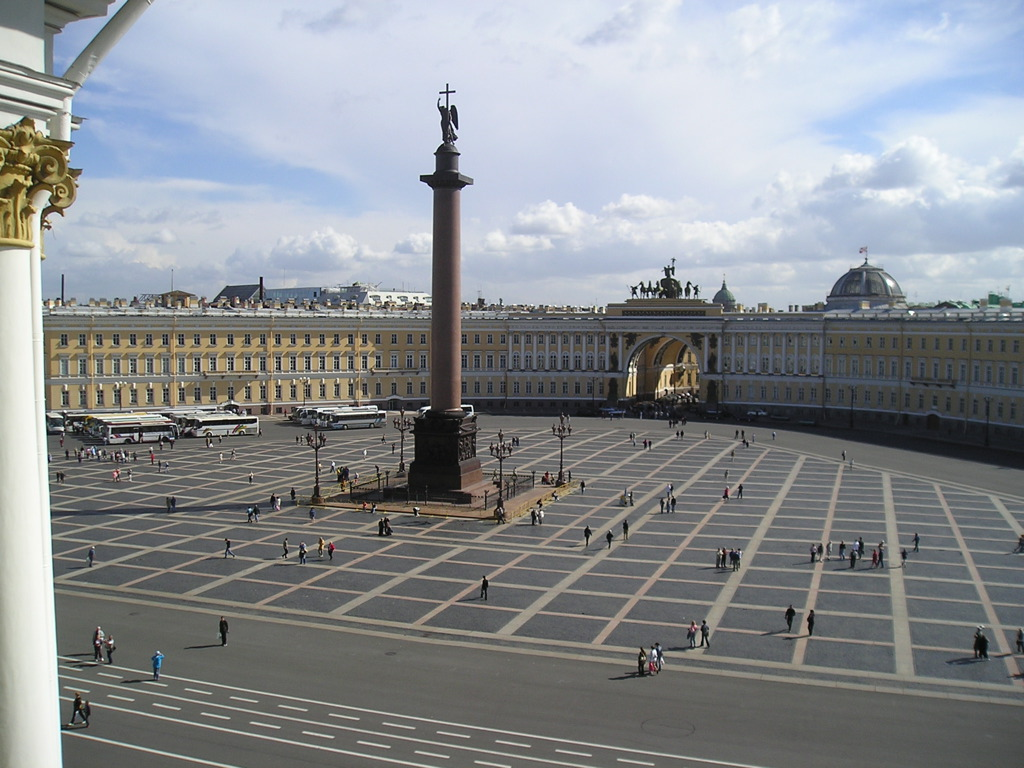
宮殿広場
（サンクトペテルブルク）

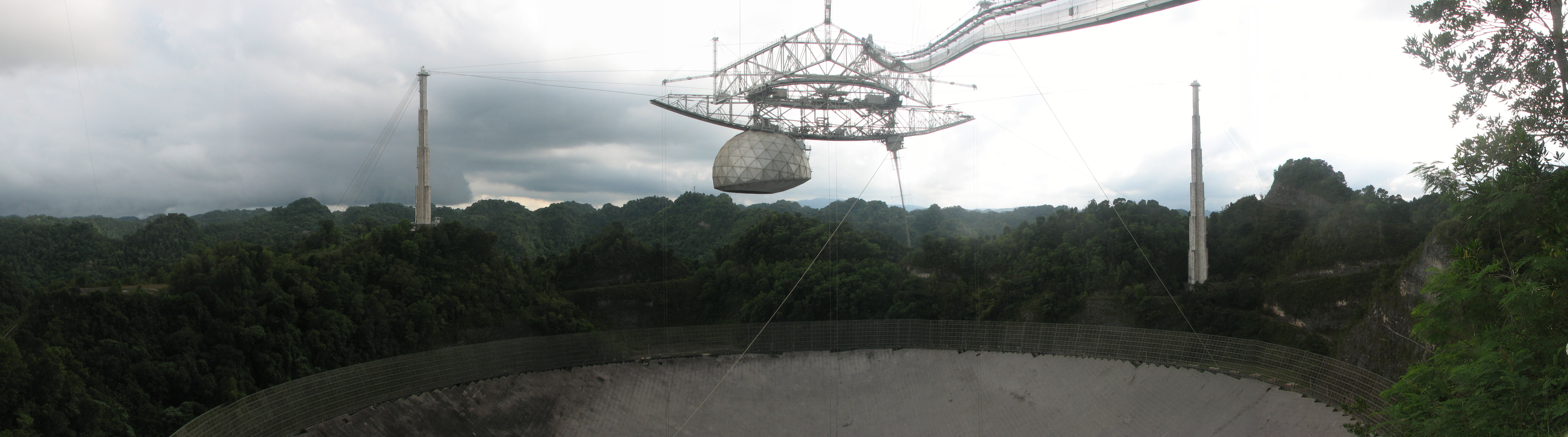
アレシボ天文台

- 「ゴールデンアイ」は原作者イアン・フレミングのジャマイカの別荘名。元々は彼がイギリス海軍情報部のエージェントだった頃、第二次大戦中に指揮していた作戦（ゴールデンアイ作戦）の名前だった。
- ボンドの所属組織は前作まで英国秘密情報部（O.H.M.S.S.：On Her Majesty's Secret Service）などと呼ばれ、ウェストミンスター宮殿のすぐ近くにあるユニバーサル商事（Universal Exports）という会社をカムフラージュに使用していた（ただし、建物が映されたことはない）が、本作から実在のMI6（正式にはSISであるが）となり、本部の外観の映像も、ロンドンのヴォクスホールにある実際のMI6本部のものが使用されるようになった。
- 本作冒頭でボンドはソ連アーカンゲル（アルハンゲリスク）の化学兵器工場に潜入する。ダムのロケは、スイス、ティチーノ州のヴェルザスカ・ダムで行われた。ここでボンドが決行したバンジージャンプは、実際にスタントマンのウェイン・マイケルズがジャンプを行って撮影された。
  - 工場を脱出したボンドは、バイク（カジバ・W16）で飛行機（ピラタス・PC-6）を追い、断崖からダイブして乗り移る。このシーンはスイス・アルプスでロケされ、実際にスカイダイバーのジャック（ズー）・マルニュイがスタントを行っている。
  - アストンマーチン・DB5をドライブするボンドは、フェラーリ・F355をドライブするゼニアとカーチェイスする。
  - ボンドはカジノ・ド・モンテカルロでゼニアとバカラをした後、アントワーヌ砦から彼女の行く先を観察する。
  - ゼニアとウルモフは、エルキュール港に停泊していたフランス海軍のフリゲート艦、ラファイエットからタイガー・ヘリを奪取する。
- ソビエト連邦の崩壊により、シリーズで初めてロシア国内（サンクトペテルブルク）でのロケが実施された。しかし、実際には多くのシーンがロンドンなどで撮影されている。
  - ロシア国防省の会議が行われた建物は、サンクトペテルブルクの宮殿広場にある旧参謀本部で、向かいに見えるのはエルミタージュ美術館である。
  - ボンドはブリティッシュ・エアウェイズ828便でサンクトペテルブルク空港に到着するが、その建物として使われたのはロンドン郊外のエプソム競馬場である。
  - ウェイドの車（モスクヴィッチ 412）が故障したシーンの撮影は、ロンドンのサマセット・ハウス前で行われた。ここは冬にはスケートリンクになる場所である。
  - ボンドは拉致されたナターリアを追うため、ロシア陸軍の戦車を奪って市街地を走る。この戦車は爆発反応装甲風の部品を装備するなどT-72らしく見せているが、撮影に使用されたのはT-54である。
  - 戦車に乗ったボンドは市街でのカーアクションを繰り広げるが、破壊される建物はセットである。途中、ペリエのトレーラーを大破させ、路上に缶を散乱させる。
  - ヤヌスのミサイル列車の走行シーンは、イギリスのネーン・バレー鉄道で撮影された。同鉄道は、『オクトパシー』の列車アクション・シーンでも使われている。
- ボンドはキューバ潜入のためプエルトリコに渡り、ウェイドにセスナ172型機を手配してもらう。ボンドとナターリアの海岸のシーンは、ラグナビーチで撮影された。
- キューバにあるヤヌスの基地は、プエルトリコのアレシボ天文台でロケが行われた。ゴールデンアイをコントロールするパラボラアンテナは、実際は電波望遠鏡である。アレシボ天文台は現在も存続しているが、電波望遠鏡は2020年12月に崩壊してしまった。
- 「ゴールデンアイ・アルティメット盤」DVDはイギリスでは、初の「uncutバージョン」でリリースされた。イギリスでは、冒頭のアレックの銃殺シーンと、オナトップのナターリャへの頭突きシーンが映倫規定に触れ、一部カットされ、「PG-12」規定で公開されたが、アルティメットDVDではこの2カットが追加され、規定も「PG-12」から「R-15」に格上げされた。この規定変更は「美しき獲物たち」でも「PG-12」から「R-15」へランクが改定された。日本盤も同様の「uncutバージョン」。しかし、日本で既に発売されたDVD「ワーナー・ホーム・ビデオ版」「ゴールデンアイ（特別編）」はマスターがアメリカ公開版だったため、「アルティメット版」と同じuncutバージョンで収録されていた。
- ファムケ・ヤンセンとアラン・カミングは8年後に『X-MEN2』でも共演している。
- 2010年4月、WOWOWでハイビジョン画質にて完全放映された。
- 2012年にDVD版（1枚組）が再発売された際、ジャケット写真がボンドとナターリアが仲良く戯れているものに変更された。公開から15年以上経過した現在でも本作の主演コンビが高い人気を保っていることを証明することとなった。

## 日本語吹替
| 役名                     | 俳優                         | 日本語吹替                            | 日本語吹替                                 |
| 役名                     | 俳優                         | ソフト版                              | テレビ朝日版                               |
| ------------------------ | ---------------------------- | ------------------------------------- | ------------------------------------------ |
| 007/ジェームズ・ボンド   | ピアース・ブロスナン         | 神谷明                                | 田中秀幸                                   |
| ナターリア               | イザベラ・スコルプコ         | 塩田朋子                              | 日野由利加                                 |
| 006/アレック             | ショーン・ビーン             | 小川真司                              | 磯部勉                                     |
| ゼニア                   | ファムケ・ヤンセン           | 弘中くみ子                            | 小山茉美                                   |
| ウルモフ将軍             | ゴットフリード・ジョン       | 西村知道                              | 金尾哲夫                                   |
| ボリス                   | アラン・カミング             | 坂口哲夫                              | 牛山茂                                     |
| M                        | ジュディ・デンチ             | 此島愛子                              | 森田育代                                   |
| マネーペニー             | サマンサ・ボンド             | 加藤優子                              | 加藤優子                                   |
| Q                        | デスモンド・リュウェリン     | 糸博                                  | 田口昻                                     |
| ズコフスキー             | ロビー・コルトレーン         | 島香裕                                |                                            |
| ウェイド                 | ジョー・ドン・ベイカー       | 青森伸                                | 島香裕                                     |
| ミシュキン               | チェッキー・カリョ           | 稲葉実                                | 糸博                                       |
| タナー                   | マイケル・キッチン           | 小島敏彦                              | 福田信昭                                   |
| キャロライン             | セレナ・ゴードン             | 麻丘夏未                              | 園田恵子                                   |
| 少佐                     | サイモン・クンツ             | 大黒和広                              | 伊藤栄次                                   |
| 戦艦艦長                 | パヴェル・ダグラス           | 津田英三                              | 小山武宏                                   |
| 戦艦士官                 | オリビエ・ラジュー           | 山野井仁                              | 高塚正也                                   |
| コンピューターストア店長 | コンスタンティン・グレゴリー | 稲葉実                                | 堀部隆一                                   |
| チャック・ファレル提督   | ビリー・J・ミッチェル        | 糸博                                  | 浜田賢二                                   |
| ディーラー               | ウラジミール・ミラノヴィッチ | 津田英三                              | 緒方文興                                   |
| ピエール                 | N/A                          | 永野広一                              | 野島健児                                   |
|                          |                              |                                       |                                            |
| 演出                     | N/A                          | 福永莞爾                              | 福永莞爾                                   |
| 翻訳                     | N/A                          | 佐藤一公                              | たかしまちせこ                             |
| 効果                     | N/A                          | N/A                                   | リレーション                               |
| 調整                     | N/A                          | 栗林秀年                              | 山田太平                                   |
| 編集                     | N/A                          | オムニバス・ジャパン                  | N/A                                        |
| プロデューサー           | N/A                          | 貴島久祐子                            | 圓井一夫 山川英一郎                        |
| 制作                     | N/A                          | - ワーナー・ホーム・ビデオ - 東北新社 | ムービーテレビジョン                       |
| 初回放送                 | N/A                          | N/A                                   | 1999年4月11日 21:02-23:09 『日曜洋画劇場』 |

※テレビ朝日版はキングレコードから発売の特別版DVDにリピート放送の短縮音源が収録。

## 小説
- ジョン・ガードナー 著、後藤安彦 訳『ゴールデンアイ』文藝春秋、1995年12月10日。ISBN 9784167309602。
- Gardner, John (1995-10-19) (英語). Goldeneye. Sceptre. ISBN 9780340635377

## 秘密兵器など

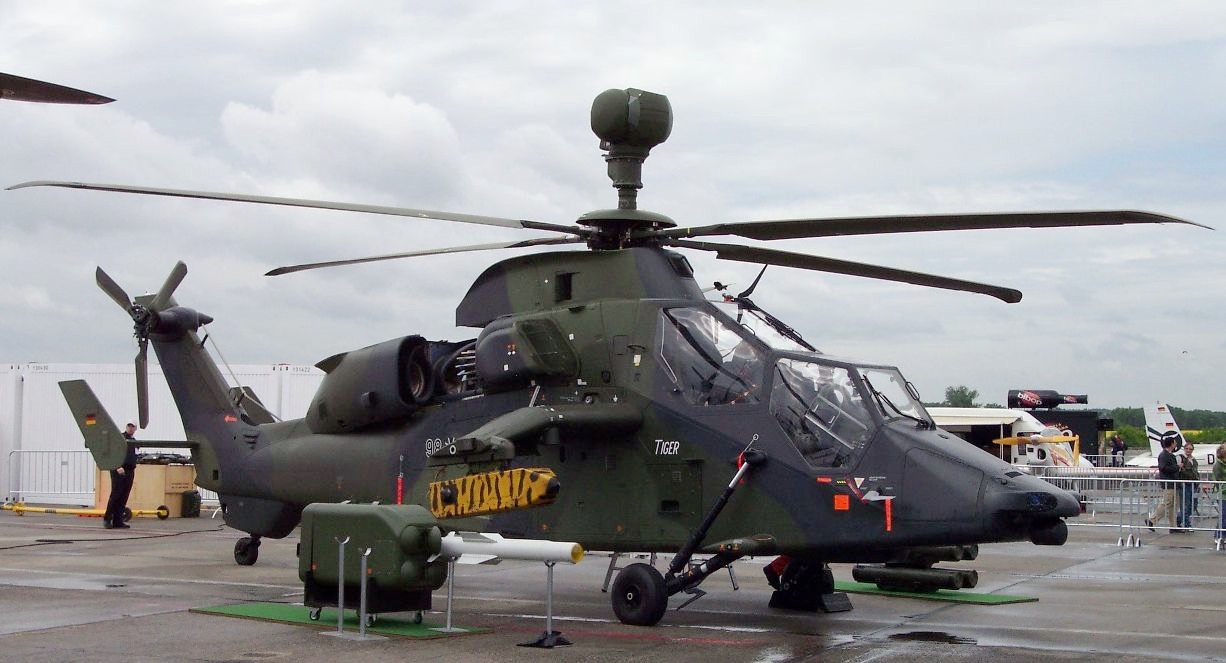
ユーロコプター・タイガー

- BMW（前期型のZ3ロードスター）がボンドカーとして初めて使われた。以下のものを装備しているが、劇中での目立った活躍はない。
  - 全方向レーダー。
  - 自爆装置。
  - ヘッドライトの裏側にスティンガーミサイル。
  - 制動用パラシュート。
- 本作から腕時計のタイアップ・メーカーがオメガとなり、「シーマスター ダイバー 300M」が使用された[16]。この時計はクォーツ時計である。鉄板をも焼き切るレーザートーチ機能を備える。また、仕掛けた爆薬を遠隔操作で時限爆破させることもできる。『ムーンレイカー』で使用された日本のメーカーの時計では、爆薬と時計本体がワイヤーで結ばれていたが、今回はワイヤレスによる起動が可能になっている。なお、このシーマスターは支給品であり、006も9年前にしていた旧型を、引き続き愛用していることになっている[17][18]。
- 銃。ダムからのバンジージャンプの際、地面にワイヤーを打ち込み反動を防ぐ。また、レーザーを発射し鉄板を焼き切る。
- 男性用革ベルト。バックルに内蔵したワイヤーを発射し、成人男性一人ほどの荷重を吊ることが可能。
- パーカー・ジョッター・ボールペン型C-4手榴弾。ノック3回で4秒信管が作動。もう一度3回ノックすると解除される。
- この他、Qの研究室には以下のものが登場。
  - Qが足にはめたギプスがロケット弾を発射。
  - BT（ブリティッシュ・テレコム）の電話ボックス。電話を掛けようとすると内部がエアバッグで充満し押し込められる。
  - トレイ型X線スキャナー。